# Lipót-akna
A Lipót-akna egy szénbánya volt Pilisvörösvár közigazgatási területén, a település lakott területétől délkeletre. Működési időszaka mintegy négy évtizedet ívelt át a 20. század első felében, 1903 és 1940 között. Korának egyik legkorszerűbb magyarországi bányaüzeme települt a Lipót-akna által feltárt szénkészletre, nagy teljesítményű áramfejlesztővel, brikett- és jéggyárral, valamint külön kertészettel.

## Története
A Solymári-völgy és a Nagykovácsi-medence településein 1849-től folyt barnakőszén-bányászat kisebb-nagyobb intenzitással és hosszabb-rövidebb megszakításokkal. Először Pilisszentivánon, majd Nagykovácsiban találtak kitermelésre alkalmas minőségű és mennyiségű szenet, majd 1896-ban egy belga érdekeltségű cégcsoport új bányát nyitott Pilisszentiván keleti határában, melynek művelése során hamar kiderült, hogy a szénmező átnyúlik Solymár és Pilisvörösvár területére is. Ezt követően született döntés arról, hogy utóbbi településen is bányát nyitnak, az ottani szénkészlet könnyebb feltárására.
1903-ban kezdték meg egy ikerakna mélyítését a község délkeleti részén, amelyet a belga tröszt vezérigazgatójának neve után neveztek el Lipót-aknának. Mindkét aknát 210 méter mélyre fúrták, az I. számú akna szolgált szállításra, a vele párhuzamos II. számú pedig szellőztetésre. A kitermelt szén elszállításához kötélpályát építettek ki, amelyen a szén a Solymártelep vasútállomásra érkezett. A széntermelés először a 246 méteres szint térségében zajlott, ahova az aknákból 200 méteres szintnél mélyített ereszkén lehetett lejutni. Mivel ezen a szinten nem tudtak elegendő szénmennyiséget kitermelni, 1913-ban további vágatokat nyitottak a 265 méteres szinten levő széntelepre.
Az első világháború kitörése után fokozódott a szén iránti igény, ezért a Lipót-aknai bányaüzemben is újabb szinteken kezdték meg a szénfejtést, illetve a közelben egy újabb lejtaknát is megnyitottak. 1920-ban pedig a II. számú aknát 246 méterig mélyítették le. A bányaüzem kiszolgálására megalakult a Budavidéki Villamossági Rt., mely a bányától kapta az energiát, e cégnek köszönhette a település és környéke az 1923-as villamosítást. 1935-ben brikettgyár is épült itt, mely napi 12-15 vagon  jó minőségű brikettet gyártott.
A bánya üzemeltetője mindvégig a belga érdekeltségű Budapest-vidéki Kőszénbánya Rt. volt, a vállalatnak kezdetben a vezetői is belgák voltak, de idővel egyre több magyar szakember váltotta fel őket. A helyi és környékbeli lakosok közül eleinte viszonylag kevesen vállalták a föld alatti munkát, részarányuk a kezdeti időszakban a bányamunkások mintegy 10 százalékát tette ki, ők is jobbára olyanok voltak, akik korábban dolgoztak már bányászként a környék valamely más szénbányájában. A vájárok túlnyomó része más bányavidékekről érkezett ide: mintegy 30%-uk Salgótarjánból, 30%-uk Dorog és Tokod térségéből, 15%-uk Horvátországból, 10%-uk Erdélyből, a fennmaradó kb. 5% pedig vándorbányász volt. Később fokozatosan nőtt a helyi lakos bányászok aránya, a külszíni munkahelyeken pedig szinte kizárólag helyi és környékbeli lakosok dolgoztak.
1935 után a bányát már nem fejlesztették - eltekintve egy új, harmadik bejárat megnyitásától, ami a bányában dolgozók nagyobb biztonságát szolgálta -, 1940. december 1-jén pedig le is állították. A leállás hivatalos indoka az volt, hogy a bánya kimerülőben van, s a nagy mennyiségű bányavíz kiszivattyúzásának magas költségei miatt a termelés már nem kifizetődő. Sokan azonban úgy vélték, hogy a belga tulajdonosok nem akartak olyan ország számára termelni, amely Belgiummal hadiállapotban állt. A bányászok egy része ezután a dorogi, más részük a pilisszentiváni bányákban helyezkedtek el, sokan pedig fővárosi gyárakban találtak munkát.

### A bánya és a munkásmozgalom
A vörösvári bányászok már az első világháború kezdeti időszakában harcias egységben léptek fel jogaik érvényesítéséért. 1914-ben a 8 órás munkanapért küzdöttek, 1915-ben és 1917-ben pedig a jobb élelmiszer-ellátásért sztrájkoltak; ez utóbbi sztrájkot katonai erővel verték le. 1918-ban vörösvári bányászokból álló békemenet indult Budapestre, de csak Hűvösvölgyig jutottak, ott feltartóztatták őket.
1918 őszén, az őszirózsás forradalom kitörésekor a vörösvári bányászok leszerelték a csendőrséget és kihirdették a karhatalom megalakítását, amely a Tanácsköztársaság megalakulásáig működött. 1919. május 1-jén nagyszabású felvonulást szerveztek, az ünnepségen részt vett Várnai Zseni kommunista költőnő is, aki elszavalta egyik munkásmozgalmi költeményét.
Az első világháború utáni években átmenetileg javult a bányászok helyzete, de 1928-ban újból általános sztrájkba léptek a bányászok. Ennek előzménye volt, hogy évekkel korábban, amikor a bányaüzemek áttértek a készpénzbérezésre, a Budapestvidéki Kőszénbánya Rt. igazgatósága úgy alakította ki a bérrendszerét, hogy az ágazati átlagnál magasabb bért fizetett, viszont a lakbért és rezsit a dolgozóknak kellett állniuk, szemben más (például a tatabányai) bányák dolgozóival, akik alacsonyabb bér mellett díjmentesen kapták a lakást, fűtést, világítást. Időközben más bányáknál béremelések is történtek, a belga cég viszont négy éven át semmi emelésre nem volt hajlandó, így a vörösvári bányászok lényegesen rosszabb helyzetbe kerültek máshol dolgozó társaikhoz viszonyítva.

#### Az 1928-29-es pilisvörösvári bányászsztrájk
Az 1928. november 23-án megkezdődött sztrájk öt fő követelése a lakbér („lakfenntartási illeték”) elengedése, díjmentes szénjárandóság biztosítása, 25%-os túlórapótlék, 8%-os órabéremelés és karácsonyi segély volt. A pomázi járás főszolgabírája még aznap, személyesen kezdte meg a békéltető tárgyalások lefolytatását. A vezérigazgató első ajánlatában az állt, hogy a munka felvétele esetén hajlandó karácsonyi segélyt folyósítani, visszavonja az eddigi felmondásokat; továbbá ígéretet tett arra, hogy tételesen megvizsgálja a munkások bérbeosztását és a sérelmeket orvosolja. A választ 4 fő kivételével minden, az erről szavazó gyűlésen részt vett bányász (917 fő) elutasította.
Három hetes várakozás után a bányászok december 11-én úgy határoztak, hogy Budapestre vonulnak: családtagokkal együtt közel 2000 fő indult el a Bécsi úton a főváros irányába. Az ürömi vasúti megállóhely fölött magasodó egykori vámház térségében rendőrsorfal állta a menet útját, majd a rendőrök közölték a bányászokkal, hogy nem mehetnek tovább. Egy 15-20 tagú küldöttséget viszont bevittek a parlamentbe, ahol Vass József miniszterelnök-helyettes fogadta a csoportot, és arra kérte őket, hogy a bányászok vegyék fel újra a munkát. A sztrájk azonban tovább folytatódott, mert a munkások nem hittek az ígéretekben.
A sztrájk hetedik hetében már az egész országra kiterjedő bányászsztrájk fenyegetett, a bányaigazgatóság ezért január közepén beadta a derekát. A megegyezésről nyolc pontos határozatot írtak alá, melyben rögzítették az 50%-os (önkéntes jelentkezés esetén 25%-os) vasárnapi pótdíjat, villany bevezetését azokba a lakásokba, ahol ez még nem történt meg; a lakbérpótlék és a szénjárandóság ügyében a tatabányai rendszer bevezetését (április 1-jétől) és néhány további intézkedést. A bányaigazgatóság ígéretet tett (Dréhr Imre államtitkár jelenlétében) arra is, hogy a sztrájk miatt senkit sem bocsátanak el, ettől függetlenül a következő hónapokban 170 főnek mondtak fel, főként a sztrájk vezetői közül.

## A bezárás után
1940. december 1. után azonnal megkezdték az akna berendezéseinek leszerelését. A szerelvények nagy részét kiszerelték, majd a még nyitott térségeket, szállítóvágatokat és a harmadik kijáratot lezárták. 1941. január 31-re befejezték az aknák tömedékelését is, s ezzel az aknaüzemet teljesen felszámolták. Az üzem berendezéseit később egy másik aknaüzem építésénél használták fel. A bányaüzem épületeiből néhány még ma is áll a 10-es főút mentén, egyiken emléktábla őrzi az egykori bányaüzem emlékét.

## A bánya ismertté vált dolgozói
- Itt dolgozott 1920 és 1938 között, előbb mérnökként, majd gépészeti főmérnökként Muttnyánszky Ádám, a Budapesti Műszaki Egyetem későbbi Kossuth-díjas egyetemi tanára.

## Emlékezete
- Az 1928-as bányászsztrájk emlékére 1978-ban emlékművet emeltek a községháza előtti téren. Az emlékmű, Bajnok Béla alkotása egy több méter magas, 27 tonnás kő obeliszk, melybe egy bányavágat alakját formázó mélyedést vésett az alkotó, abban pedig egy bronz Davy-lámpát helyezett el. Felirata: „Az 1928-as pilisvörösvári bányászsztrájk emlékére”. A település bányász megemlékezései ezt követően 32 éven át, 2009-ig itt zajlottak.
- 2010-től kezdődően az időközben várossá vált település bányatelepi városrészében, egy háromszög alakú parkosított téren – az egykori Sütőház helyén – bányász emlékparkot alakított ki az önkormányzat, Zelenai István nyugalmazott bányamérnök kezdeményezésére. Már 2010-ben ide szállították át a városháza elől a bányász emlékművet, majd a következő években további elemekkel – csillével, zászlótartó rudakkal, térkövekből kirakott mintázattal, valamint padokkal és cserjékkel – bővítették a parkot.[1]
- 2015. szeptember elején, a 65. Bányásznap alkalmából emléktábla került az egykori Lipót-aknai bányaüzem egyik épületére, a Budai út és az Ady Endre utca sarkán, a most gyógyszerraktárként funkcionáló épület téglafalára, Tasnádi Tamás aranyokleveles nyugalmazott bányamérnök kezdeményezésére. A márványtábla fekete színe az időtállóságot és a megszűnt bánya iránti tiszteletet hivatott jelképezni, a bányászok lefelé fordított szimbóluma pedig arra utal, hogy a bányászat már megszűnt ezen a helyen.[2]